# Château de Ruynes
Le château de Ruynes est situé sur la commune de Ruynes-en-Margeride dans le département du Cantal, en France.

## Historique
Les premières traces de Ruynes remontent à un acte de 1119.
À la suite de la trahison du Connétable de Bourbon, François Ier le confisque et le revend à l'épouse d'Antoine de Lorraine, la sœur du duc de Bourbon.
Anne Palatine vend le château en 1719 à John Law.
Louis XV achète le château en 1773 pour son petit-fils, le comte d'Artois (futur Charles X), puis le cède au comte de Lastic en 1775.
Confisqué par la commune sous la Révolution, il est démantelé.
Le monument fait l’objet d’une inscription au titre des monuments historiques depuis le 18 décembre 1981.

## Description
Seuls subsistent le donjon et quelques vestiges du rempart.

## Jardin
Composante de l'écomusée de la Margeride, le Jardin de Saint-Martin se développe autour des vestiges du château, en visite libre ou guidée.